# О’Брайен, Барнабас, 6-й граф Томонд
Барнабас О’Брайен, 6-й граф Томонд (? — ноябрь 1657) — ирландский аристократ и политик, 6-й граф Томонд и 5-й барон Ибракан (1639—1657), лорд-лейтенант графства Клэр.

## Биография
Барнабас О’Брайен был избран в Палату общин Ирландии в 1613 году в качестве депутата от Колрейна. В 1634 году он был повторно избран в ирландский парламент от графства Клэр (как коллега своего дяди Дэниэла О’Брайена, будущего 1-го виконта Клэр) и от Карлоу-Боро, но, будучи вынужден на некоторое время уехать в Англию.
В июле 1639 года после смерти своего старшего брата Генри О’Брайена, 5-го графа Томонда, не оставившего после себя мужских потомков, Барнабас О’Брайен унаследовал титулы 6-го графа Томонда и 5-го барона Ибракана. Барнабас подал прошение о назначении его на пост лорда-губернатора графства Клэр, но английский наместник Томас Уэнтуорт, граф Страффорд, отказал ему на том основании, что его поведение полностью отличается от поведения его брата и что он ничего не заслуживает. Тем не менее, он был назначен Лордом-лейтенантом графства Клэр в 1640—1641 годах. Когда вспыхнуло Ирландское восстание 1641 года, он попытался сохранить нейтралитет, несмотря на поддержку, оказанную его родственниками Конфедерации, и не подписал присягу ассоциации в 1641 году.
Граф Томонд спокойно жил на своих поместьях в графстве Клэр и часто общался с Джеймсом Батлером, 1-м герцогом Ормонда. В 1644 году Совет Конфедерации запретил агентам графа Томонда собирать его ренту и даже составил план захвата его главной крепости в Банратти, для чего был назначен его дядя, сэр Дэниел О’Брайен. После этого граф Томонд, обнаружив, что никаких войск для защиты замка Банратти не будет, вступил в переговоры с парламентариями, несмотря на увещевания Эдварда Сомерсета, графа Гламоргана. По наущению своего родственника, Мурроу О’Брайена, 1-го графа Инчикуина, впустил в замок парламентский гарнизон и уехал жить в Англию.
Граф Томонд вскоре присоединился к королю Англии Карлу I Стюарту в Оксфорде и получил 3 мая 1645 года патент на имя маркиза Биллинга в графстве Нортгемптоншир. Но патент никогда не был заверен Большой печатью.
Несколько лет спустя граф Томонд обратился в парламент с петицией о взыскании 2 тысяч фунтов, конфискованных в замке Банратти, ссылаясь на то, что его недвижимость находится в руках ирландских мятежников и что он потратил 16 тысяч фунтов на парламентское дело. Его прошение было удовлетворено, и он, по-видимому, не давал никаких оснований для подозрений Содружеству или протекторату, ибо просьба его сына Генри от 15 декабря 1657 года о назначении губернатором Томонда была благосклонно принята Генри Кромвелем. Граф Томонд скончался в ноябре 1657 года, и его завещание, датированное 1 июля 1657 года, было подтверждено в Англии 6 февраля и в Ирландии 28 апреля того же года.
Британский историк Альберт Поллард упоминает, что авторы «Lodge’s Peerageа» (Эд Арчдолл) утверждали, что Томонд был строго лояльным, религиозным и честным человеком, и что его земли были отобраны у него во время восстания из-за неестественного поведения его ближайших родственников ; также считалось, что он отказался от Банратти по наущению герцога Ормонда.

## Семья
Барнабас О’Брайен был вторым сыном Доноу О’Брайена, 4-го графа Томонда (ок. 1565—1624), от его второй жены Элизабет (? — 1617), четвёртой дочери Джеральда Фицджеральда, 11-го графа Килдэра. Его старший брат, Генри О’Брайен, 5-й граф Томонд (1588—1639), который унаследовал графский титул после смерти своего отца в 1624 году, был энергичным сторонником правительства в Ирландии, был тепло оценен Томасом Уэнтуортом, графом Страффордом, за его преданность и умер без мужского потомства в 1639 году.
Барнабас О’Брайен женился на Энн Фермор, младшей дочери сэра Джорджа Фермора (? — 1612) и разведённой жене Роберта Крайтона, 8-го лорда Крайтона из Санкуара (который был повешен за убийство в 1612 году). Их дети:
- Генри О'Брайен, 7-й граф Томонд (ок. 1620—1691)
- Леди Пенелопа О’Брайен, муж с 1644 года Генри Мордаунт, 2-й граф Питерборо (1621—1697)[1].